# Camptacra
Camptacra es un género de plantas con flores perteneciente a la familia de las asteráceas. Comprende 5 especies descritas y de estas, solo 3 aceptadas.

## Taxonomía
El género fue descrito por Nancy Tyson Burbidge y publicado en Brunonia 5: 11–12. 1982. La especie tipo es: Aster brachycomoides  F. Muell. 

## Especies
A continuación se brinda un listado de las especies del género Camptacra aceptadas hasta junio de 2011, ordenadas alfabéticamente. Para cada una se indica el nombre binomial seguido del autor, abreviado según las convenciones y usos.
- Camptacra barbata N.T.Burb.
- Camptacra brachycomoides (F.Muell.) N.T.Burb.
- Camptacra gracilis (Benth.) Lander